# Dolomedes lesserti
Dolomedes lesserti är en spindelart som beskrevs av Roewer 1955. Dolomedes lesserti ingår i släktet Dolomedes och familjen vårdnätsspindlar.
Artens utbredningsområde är Moçambique. Inga underarter finns listade i Catalogue of Life.